# Estação Chorrillos
A Estação Chorrillos é uma das estações do Metrô de Valparaíso, situada em Viña del Mar, entre a Estação Hospital e a Estação El Salto. É administrada pelo Metro Regional de Valparaíso S.A..
A atual edificação foi inaugurada em 23 de novembro de 2005. Localiza-se no cruzamento da Rua Álvarez com a Avenida Lusitania. Atende o setor Chorrillos.